# World Cup i bandy för damer 2010
World Cup i bandy för damer 2010 spelades i Dina Arena i Edsbyn i Sverige mellan den 15 och 17 oktober 2010 och vanns av AIK, Sverige, som i finalen besegrade Record Irkutsk, Ryssland med 2-1.

## Gruppspel

### Grupp A
Not: S = Spelade matcher, V = Vinster, O = Oavgjorda matcher, F = Förluster, GM = Gjorda mål, IM = Insläppta mål, MSK = Målskillnad, P = Poäng
| 15 oktober 2010 | kl 19:00 | Moskva - AIK     | 1 - 10 | matchrapport |
| 15 oktober 2010 | kl 22:00 | Tranås - Söråker | 6 - 2  | matchrapport |
| 16 oktober 2010 | kl 12:30 | Söråker - Moskva | 2 - 3  | matchrapport |
| 16 oktober 2010 | kl 14:00 | AIK - Tranås     | 4 - 0  | matchrapport |
| 16 oktober 2010 | kl 21:30 | AIK - Söråker    | 6 - 0  | matchrapport |
| 16 oktober 2010 | kl 23:00 | Moskva - Tranås  | 2 - 1  | matchrapport |

### Grupp B
Not: S = Spelade matcher, V = Vinster, O = Oavgjorda matcher, F = Förluster, GM = Gjorda mål, IM = Insläppta mål, MSK = Målskillnad, P = Poäng
| 15 oktober 2010 | kl 16:00 | Record - Västerstrand    | 13 - 2                | matchrapport |
| 15 oktober 2010 | kl 20:30 | Härnösand - Östersund    | 3 - 2                 | matchrapport |
| 16 oktober 2010 | kl 08:00 | Record - Härnösand       | 8 - 0                 | matchrapport |
| 16 oktober 2010 | kl 11:00 | Västerstrand - Östersund | 4 - 0                 | matchrapport |
| 16 oktober 2010 | kl 17:00 | Östersund - Record       | 1 - 12                | matchrapport |
| 16 oktober 2010 | kl 18:30 | Härnösand - Västerstrand | 1 - 1 (straffar: 0-1) | matchrapport |

### Grupp C
Not: S = Spelade matcher, V = Vinster, O = Oavgjorda matcher, F = Förluster, GM = Gjorda mål, IM = Insläppta mål, MSK = Målskillnad, P = Poäng
| 15 oktober 2010 | kl 17:30 | Hälsingland - Helsingfors | 3 - 5 | matchrapport |
| 15 oktober 2010 | kl 23:30 | Uppsala - Hälsingland     | 0 - 5 | matchrapport |
| 16 oktober 2010 | kl 09:30 | Uppsala - Helsingfors     | 4 - 6 | matchrapport |
| 16 oktober 2010 | kl 15:30 | Hälsingland - Helsingfors | 3 - 5 | matchrapport |
| 16 oktober 2010 | kl 20:00 | Uppsala - Hälsingland     | 3 - 6 | matchrapport |
| 17 oktober 2010 | kl 00:30 | Helsingfors - Uppsala     | 9 - 0 | matchrapport |

## Slutspel och placeringsmatcher

### Placeringsmatcher
| 17 oktober 2010 | kl 08:00 | Plats 9 | Uppsala BoIS - Söråkers IF           | 3 - 5 | matchrapport |
| 17 oktober 2010 | kl 12:30 | Plats 7 | Härnösands AIK - Tranås BoIS         | 1 - 3 | matchrapport |
| 17 oktober 2010 | kl 14:00 | Plats 5 | Västerstrands AIK - Team Hälsingland | 3 - 0 | matchrapport |

### Semifinaler
| 17 oktober 2010 | kl 09:30 | Record Irkutsk - Moskva Region | 7 - 1                 | matchrapport |
| 17 oktober 2010 | kl 11:00 | AIK - HIFK-Bandy Helsingfors   | 2 - 2 (straffar: 3-1) | matchrapport |

### Bronsmatch
| 17 oktober 2010 | kl 15:30 | HIFK-Bandy Helsingfors - Moskva Region | 2 - 3 | matchrapport |

### Final
| 17 oktober 2010 | kl 17:00 | Record Irkutsk - AIK | 1 - 2 | matchrapport |